# Porto de Giurgiulești
O Porto de Giurgiulești é um porto no Rio Danúbio e o maior da Moldávia. Também possui estruturas no Rio Prut.
É o único porto moldavo acessível aos navios marítimos: situa-se no km 133.8 (milha náutica 72.2) do Rio Danúbio, no extremo sul da Moldávia. Ele opera um terminal de grãos e um de óleo, bem como um terminal de passageiros. A construção do terminal de petróleo começou em 1996 e sua inauguração se deu em 26 de outubro de 2006. O  porto de passageiros de Giurgiulești foi inaugurado oficialmente em 17 de março de 2009, quando o primeiro navio de passageiros da rota Giurgiulești-Istambul-Giurgiulești foi lançado. O Terminal de Transbordo de Grãos foi inaugurado em 24 de julho de 2009. Uma instalação para contêineres foi adicionada em 2012. Em 2015, um segundo terminal de grãos estava em construção. A porto possui apenas 1476 pés (449,8 metros) na margem do rio, com um espaço restante para um terminal adicional. O volume enviado através do porto teve um aumento de 65% em 2014.
O porto é gerenciado por uma companhia neerlandesa, a Danube Logistics, a qual, com o auxílio do Banco Europeu para a Reconstrução e o Desenvolvimento, investiu no projeto. De início havia 460 empregados, metade vinda da vila de Giurgiulești, situada a menos de um quilômetro do porto. Em 2015 ainda não havia instalações em Giurgiulești para atender a viajantes ou a tripulações visitantes.

O porto possui status de zona franca até pelo menos 2030.